# Eladio Sánchez

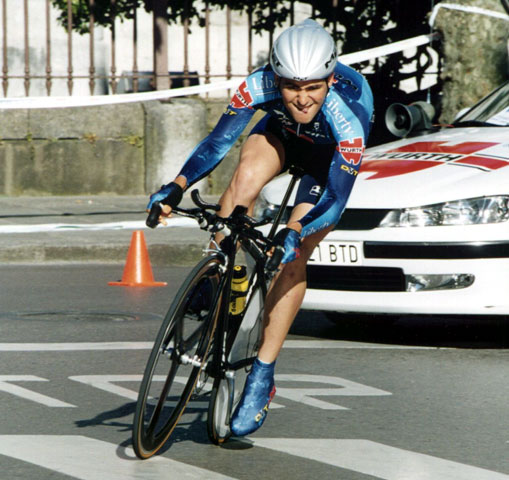
Eladio Sánchez (2006)

Eladio Sánchez Prado (* 12. Juli 1984 in Castro Urdiales) ist ein spanischer Radrennfahrer.
Eladio Sánchez wurde 2002 spanischer Crossmeister in der Junioren-Klasse. 2004 kam er dann zum Farmteam von Liberty Seguros-Würth, für das er eine Etappe der Salamanca-Rundfahrt gewann und spanischer U23-Zeitfahrmeister wurde. Nach einem weiteren Jahr in der Nachwuchs-Mannschaft wurde er 2006 in das ProTeam übernommen. Bis zum Ende seiner internationalen Karriere nach der Saison 2008 konnte er keine individuellen Erfolge bei UCI-Rennen oder nationalen Meisterschaften mehr erzielen.

## Erfolge
2004
- Spanischer Meister – Einzelzeitfahren (U23)

2005
- Silber in den Einzelzeitfahren; Mittelmeerspiele in Almería

2008
- Mannschaftszeitfahren Vuelta a Navarra

## Teams
- 2006 Liberty Seguros / Astana
- 2007 Fuerteventura-Canarias
- 2008 Orbea